# Menstruacijsko siromaštvo
Menstruacijsko siromaštvo (eng. menstrual poverty) je otežan ili onemogućen pristup menstruacijskim potrepštinama poput jednokratnih ili višekratnih higijenskih uložaka, menstruacijskih čašica i tampona, lijekova za ublažavanje bolova i donjega rublja, te gospodarska ranjivost zbog financijskoga opterećenja koje predstavlja kupovina potrepština za mjesečnicu.
Osim otežanog pristupa proizvodima za higijenu i lijekovima za ublažavanje bolova, menstrucijsko siromaštvo obuhvaća i nedostatak pristupa osnovnim higijenskim uvjetima poput prostora koji osigurava privatnost za održavanje menstruacijske higijene te pristup toploj tekućoj vodi i sapunu kao i stigmu i sram koji se vežu za mjesečnicu.
Menstruacijsko siromaštvo ne pogađa samo žene u zemljama u razvoju, već i žene u bogatim i industrijski razvijenim zemljama. Ove poteškoće mogu imati izravan utjecaj na žene koje mogu izostajati iz škole ili posla radi nemogućnosti pristupa higijenskim potrepštinama.

### Menstruacijsko siromaštvo u Hrvatskoj
Tijekom 2020. godine Udruga za ljudska prava i građansku participaciju PaRiter provela je istraživanje na 6000 osoba o menstraucijskome siromaštvu: upotrebi, potrošnji i dostupnosti menstruacijskih potrepština, uvjetima održavanja menstruacijske higijene i sramu koji se vezuje uz mjesečnicu. Gotovo 12 posto ispitanica navelo je kako im se događa da nemaju dovoljno menstruacijskih potrepština kako bi ih mogle po potrebi promijeniti. Isti ih je broj naveo kako sebi ne mogu priuštiti menstruacijske potrepštine.
U veljači 2021. godine dio oporbenih saborskih zastupnica prikupio je potpise za dopunu Zakona o porezu na dodanu vrijednost u kojoj predlažu smanjenje PDV-a za higijenske uloške i tampone s 25 na 5 posto. Taj prijedlog Vlada Republike Hrvatske je odbila.
Varaždin je prvi grad u Hrvatskoj koji je iz svoga proračuna osigurao sredstva za financiranje higijenskih uložaka. U 2021. godini Gradsko vijeće Grada Varaždina podržalo je inicijativu za osiguranje sredstva za financiranje higijenskih uložaka učenicama slabijega imovinskoga statusa u svim osnovnim školama kojima je osnivač Grad Varaždin.
Niz srednjih škola je također uveo besplatne higijenske uloške ili tampone za svoje učenice. To su Srednja škola Vladimir Gortan u Bujama, Srednja škola Buzet, Gimnazija Pula i Srednja strojarska škola Varaždin koja je ujedno i prva koja je uvela besplatne higijenske uloške.